# Caturaí
Caturaí este un oraș în Goiás (GO), Brazilia.